# الأوكرانيون في السويد
الأوكرانيون في السويد (بالسويدية: Ukrainare i Sverige، وبالأوكرانية: українці у Швеції) هم المواطنون السويديون المنحدرون من أصول أوكرانية، أو أولئك الذين ولدوا في أوكرانيا وهاجروا إلى السويد. وهم يشكِّلون أقلية إثنية في السويد. شهد عدد طالبي اللجوء الأوكران في السويد ارتفاعًا ملحوظًا عقب الغزو الروسي لأوكرانيا سنة 2022.
قبل الغزو الروسي لأوكرانيا عام 2022، كانت الجالية الأوكرانية المقيمة في السويد من أصغر جماعات المهاجرين عددًا في البلاد، مقارنة بغيرها من المجموعات المنحدرة من أصول أوروبية.
لم يتجاوز عدد الأوكران المولودين في أوكرانيا والمقيمين في السويد 1,200 نسمة في عام 1999. ارتفع عدد الأوكران ليصل إلى 12,900 نسمة في عام 2021. وتشير بيانات عام 2010 إلى أن جلّ المواطنين الأوكرانيين في السويد آنذاك كنّ من النساء.